# Sint-Gerlachuskerk (Banholt)
De Sint-Gerlachuskerk is een kerkgebouw in Banholt in de Nederlands Zuid-Limburgse gemeente Eijsden-Margraten. De kerk staat op een driesprong midden in het dorp op een driehoekig stuk grond. Dit werd vroeger 'schapendries' of 'pley' genoemd en ligt in het hoge gedeelte van het dorp. Hier komen de wegen uit Mheer, Bruisterbosch/Sint Geertruid en Reijmerstok/Terhorst/Terlinden samen. Aan de noordkant van het gebouw ligt er een Mariagrot. De begraafplaats bevindt zich vlak buiten het dorp aan de Bredeweg, 300 meter ten oosten van de kerk.
De kerk is een rijksmonument en gewijd aan H. Gerlachus.
Vanaf 1881 wordt elk jaar door de jonkheid (ongetrouwde mannen) met tientallen versierde trekpaarden een Gerlachus-den gehaald, die door de getrouwde mannen rechtgezet wordt voor de kerk.

## Geschiedenis
Vanouds hoorde Banholt bij de parochie Mheer en had men voor Banholt, Mheer en Terhorst één kerkgebouw in Mheer.
In 1872 moest de kerk van Mheer herbouwd worden en de inwoners van Banholt wilden dat die herbouw van de kerk plaatsvond halverwege Mheer en Banholt. Dat kregen ze niet voor elkaar en de inwoners van Banholt besloten daarop een eigen kerk te bouwen als een van Mheer onafhankelijke rectoraatskerk.
In mei 1874 begon men met de bouw van de nieuwe kerk. Ze werd opgetrokken in zelfgebakken lemen brikken die gewonnen werden op de Banneterheide. Bij de bouw kwam er geen architect te pas, maar zorgden bouwkundige Jonkergouw uit Meerssen en aannemer Johannes Roijen uit Margraten voor de bouw. Als voorbeeld voor het gebouw werd de kerk van Berneau genomen en werd het kerkgebouw in vereenvoudigde classicistische stijl opgetrokken. De bouw kwam gereed in november 1875.
Op 28 december 1876 werd de kerk ingezegend door de toenmalige deken van Gulpen.
De afscheiding van Mheer ging echter niet zo simpel, omdat de bisschop, graaf en pastoor weigerden om de kerk in Banholt te bedienen. Er ontstond toen het 'Banholter Schisma' dat officieel tot 1881 duurde. In de periode van 1877 tot 1881 werden er in de Banholtse kerk geen missen gelezen, behielp men zich met lekenbediening en kreeg men de hulp van een oud-katholiek priester. In 1881 werd Banholt een zelfstandig rectoraat onder de parochie Mheer na het bijleggen van de ruzie.
Na de bouw ging men op zoek naar een luidklok. De kerk van Houthem had recent een nieuwe klok gekregen en Banholt kocht van hen de oude klok. Na de aankoop wilde het kerkbestuur van Houthem de Sint-Gerlachusklok uit 1826 terugkopen, maar Banholt zag toen ook de waarde ervan en behield de klok. Dit zou de aanleiding zijn waardoor de kerk werd gewijd aan de Heilige Gerlachus.
In 1922 werd het onopvallende klokkentorentje gesloopt om plaats te maken voor de huidige bakstenen toren naar het ontwerp van Nic Ramakers.
Op 24 september 1939 werd Banholt een parochie.

## Gebouw
Het gebouw bestaat uit een neoclassicistische driebeukige kerk met vier traveeën, een driezijdig gesloten koor en een brede zuidtoren met zadeldak. Het kerkgebouw is ongeveer in noord-zuidrichting gepositioneerd met het koor naar het noorden.

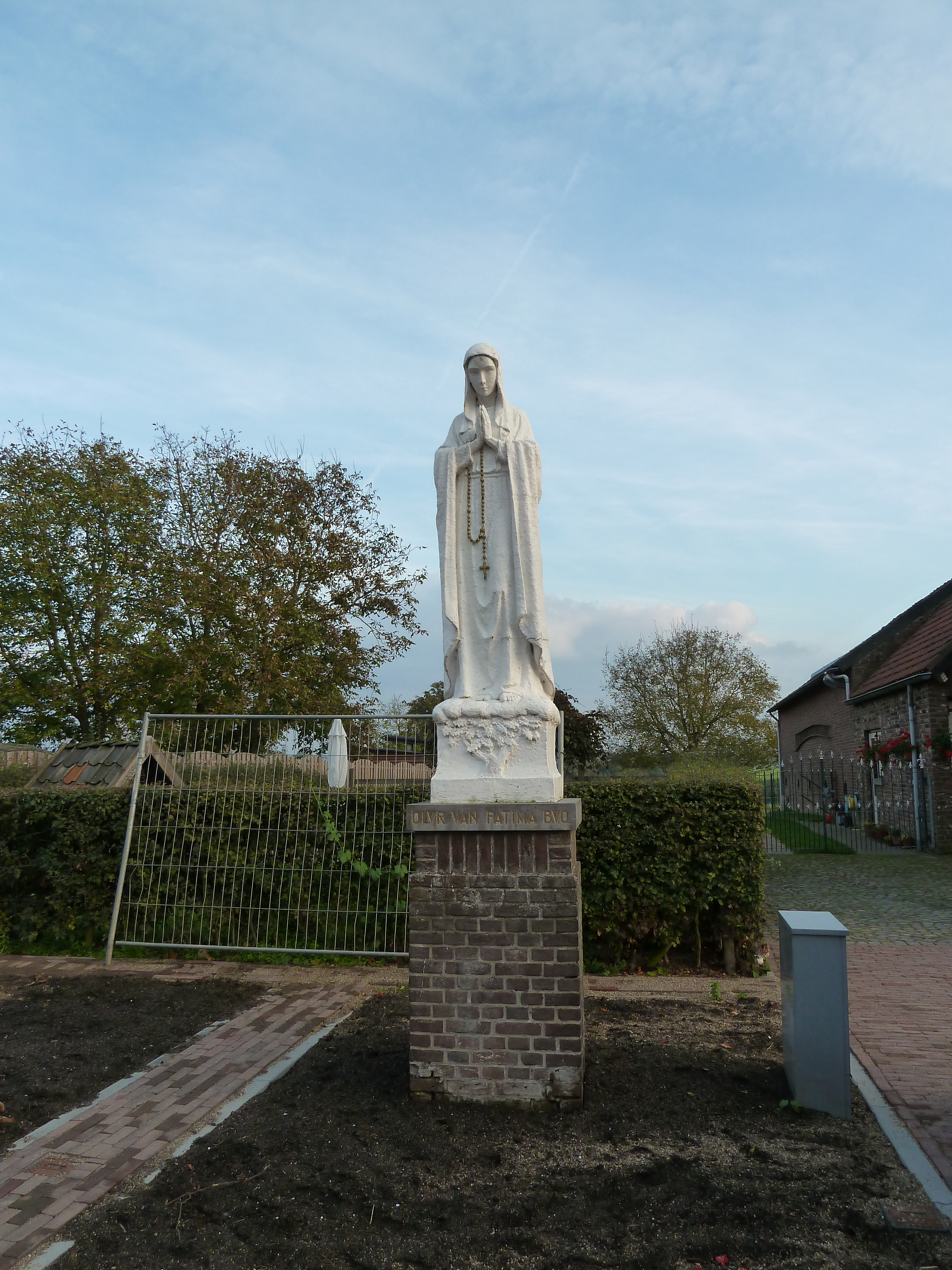
Beeld van O.L. Vrouw van Fatima tegenover de kerk
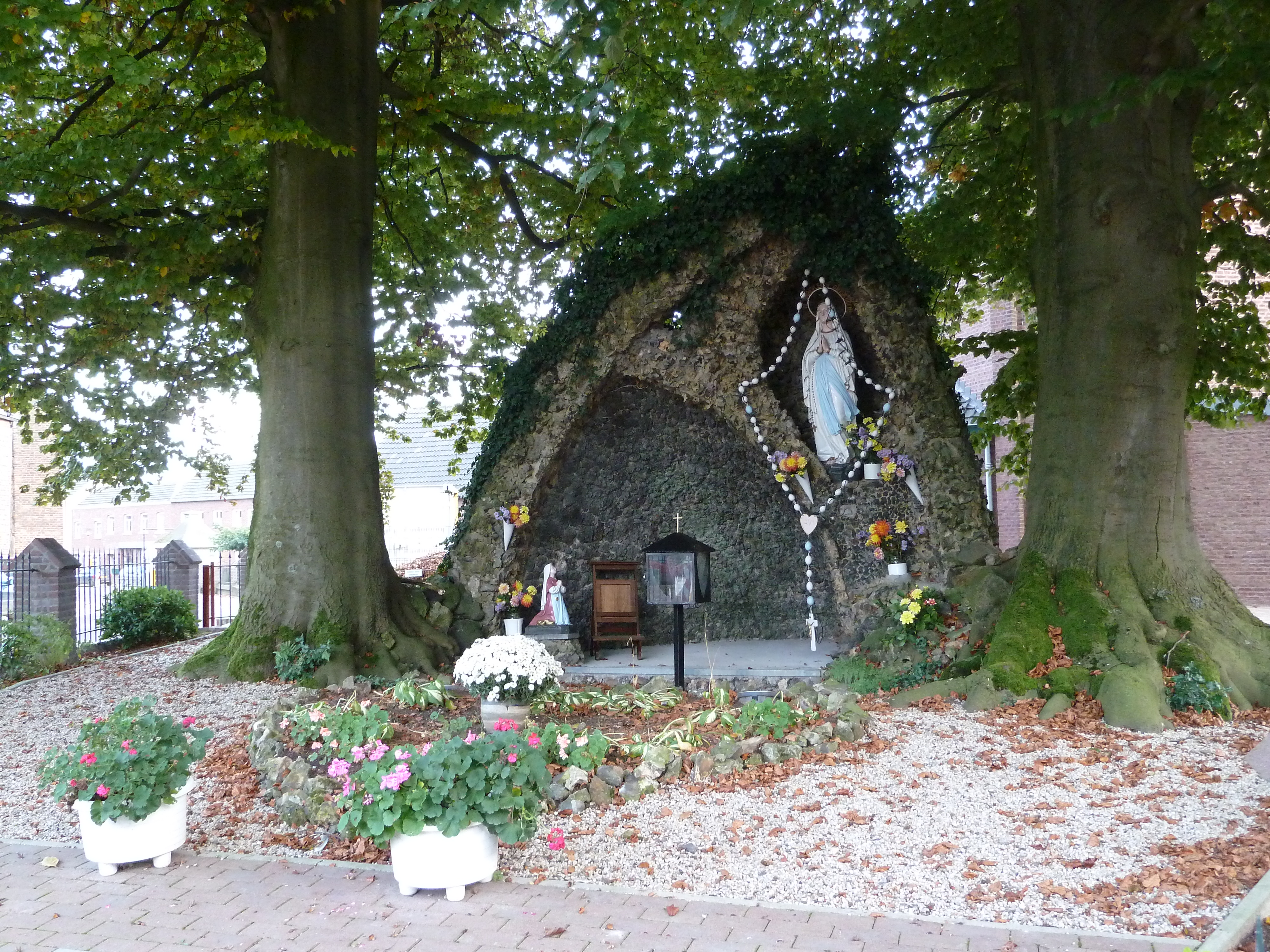
Mariagrot
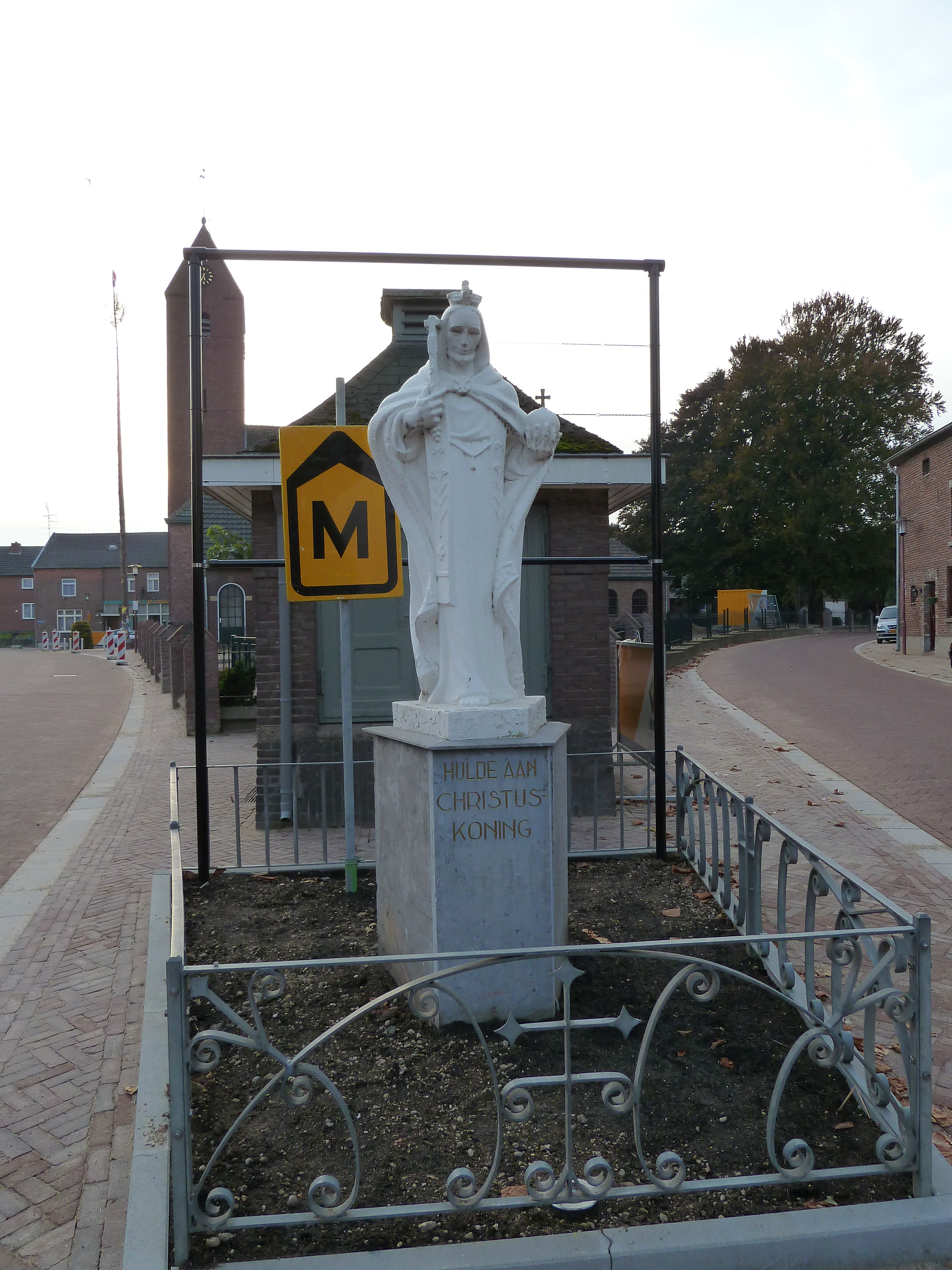
Christus Koning op hoekpunt driehoekig perceel
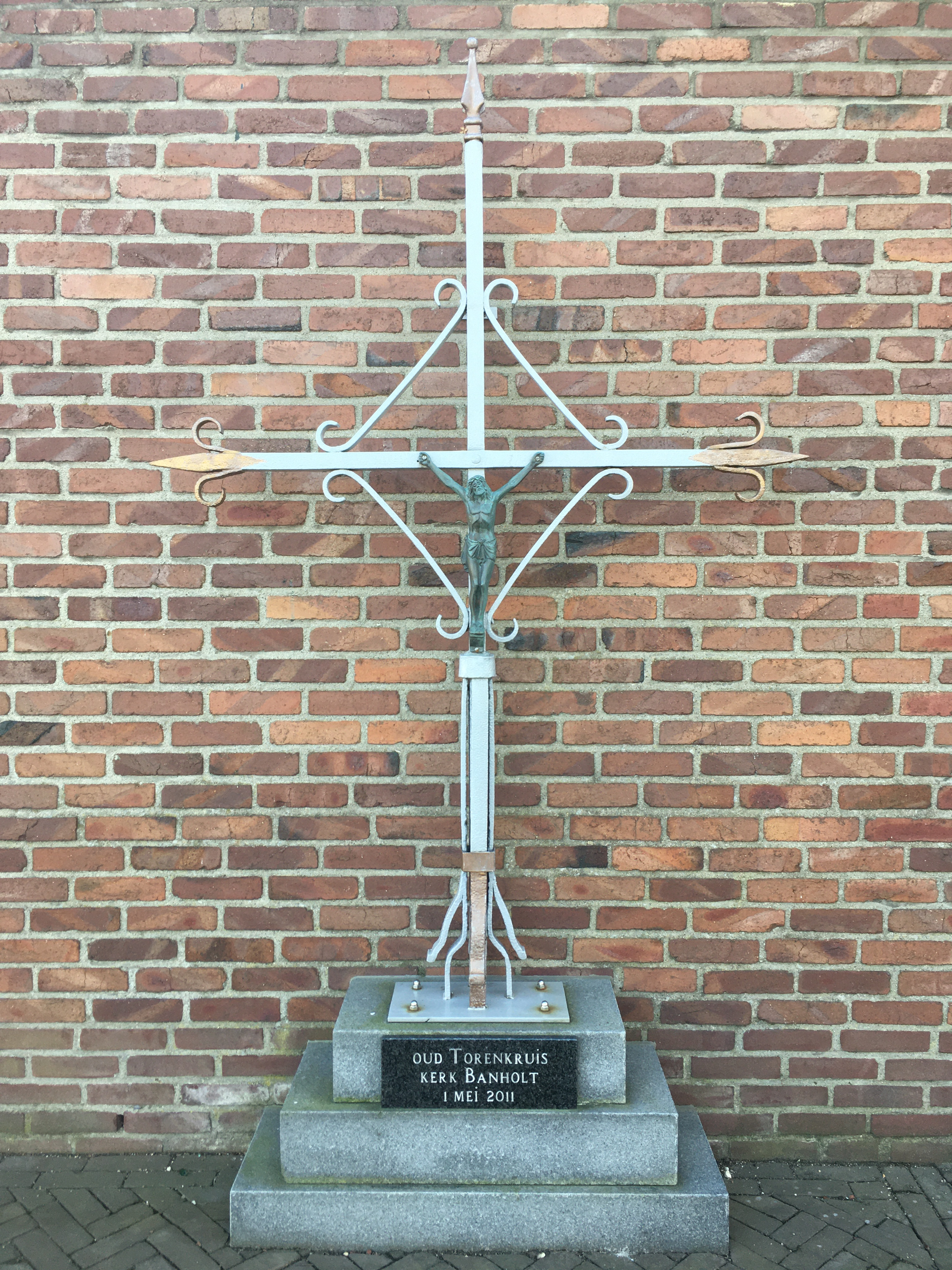
Voormalig torenkruis tegen de buitenmuur